# Lista festiwali operowych
Lista festiwali operowych i letnich sezonów operowych oraz festiwali muzycznych, które mają produkcje operowe. Opera jest częścią zachodniej tradycji muzyki klasycznej i od dawna jest wystawiana dla publiczności na dużą skalę. Zaczęło się we Włoszech pod koniec XVI wieku i wkrótce rozprzestrzeniło się na resztę Europy.

## Lista festiwali operowych
| Nazwa festiwalu                                        | Scena                                                                                        | Lokalizacja                                           | Komentarz |
| ------------------------------------------------------ | -------------------------------------------------------------------------------------------- | ----------------------------------------------------- | --- |
| Arena di Verona Festival                               | Starożytny rzymski amfiteatr Arena di Verona                                                 | Włochy: Werona                                        | Festiwal letni organizowany od 1913. |
| Aspen Music Festival and School                        | Wheeler Opera House                                                                          | Stany Zjednoczone: Aspen, Kolorado                    | Festiwal organizowany od 1949 |
| Aspendos International Opera and Ballet Festival       | Teatr rzymski w Aspendos                                                                     | Turcja: Aspendos                                      | Festiwal letni organizowany od 1994. |
| Atlantic Music Festival Opera Workshop                 | Strider Theater                                                                              | Stany Zjednoczone: Waterville, Maine                  | |
| Festival Amazonas de Ópera                             | Teatro Amazonas                                                                              | Brazylia: Manaus                                      | Festiwal organizowany od 1997. |
| Bayreuther Festspiele                                  | Bayreuth Festspielhaus                                                                       | Niemcy: Bayreuth                                      | Festiwal organizowany od 1876. Prezentacja dzieł scenicznych Richarda Wagnera.                                                                               |
| Bergen International Festival                          | Grieghallen; Haakon's Hall; Troldhaugen; Lysøen; Siljustøl                                   | Norwegia: Bergen                                      | Festiwal organizowany od 1898. |
| Blackwater Valley Opera Festival                       | Lismore Castle                                                                               | Irlandia: Lismore (Waterford)                         | Organizowany od 2010 pod nazwą Lismore Opera Festival. W 2018 zmieniono nazwę festiwalu na Blackwater Valley Opera Festival.                                 |
| Boston Early Music Festival                            |                                                                                              | Stany Zjednoczone: Boston, Massachusetts              | Festiwal muzyki dawnej organizowany od 1981. |
| Bregenzer Festspiele                                   | Seebühne                                                                                     | Austria: Bregencja                                    | Festiwal organizowany od 1946. |
| Buxton Festival                                        | Buxton Opera House                                                                           | Wielka Brytania: Buxton                               | Festiwal letni organizowany od 2000. |
| Cantiere Internazionale d'Arte                         | Teatro Poliziano                                                                             | Włochy: Montepulciano                                 | Festiwal organizowany od 1976. Warsztaty operowe, muzyczne i teatralne.                                                                                      |
| Caramoor Summer Music Festival                         | Venetian Theatre                                                                             | Stany Zjednoczone: Katonah, New York                  | Festiwal organizowany od 1945. |
| Castleton Festival                                     | Tent-theater at the Castleton Festival                                                       | Stany Zjednoczone: Castleton, Virginia                | Festiwal organizowany od 1997. |
| Central City Opera                                     | Central City Opera House                                                                     | Stany Zjednoczone: Central City, Kolorado             | Festiwal letni organizowany od 1932. |
| Chautauqua Opera                                       | Norton Memorial Hall                                                                         | Stany Zjednoczone: Chautauqua, Nowy Jork              | Festiwal letni organizowany od 1929. |
| Cincinnati Opera Summer Festival                       | Cincinnati Music Hall                                                                        | Stany Zjednoczone: Cincinnati, Ohio                   | Festiwal letni organizowany od 1920. |
| Chorégies d'Orange                                     | Teatr rzymski w Orange                                                                       | Francja: Orange                                       | Festiwal organizowany od 1860. |
| Dalhalla Opera                                         | Dalhalla                                                                                     | Szwecja: Rättvik                                      | Festiwal letni organizowany od 1995. |
| Des Moines Metro Opera                                 | Blank Center for the Performing Arts                                                         | Stany Zjednoczone: Indianola, Iowa                    | Festiwal letni organizowany od 1973. |
| DomStufen-Festspiele                                   | Theater Erfurt                                                                               | Niemcy: Erfurt, Turyngia                              | |
| Donaufestwochen                                        | Schloss Greinburg; Die Stiftskirche Waldhausen;                                              | Austria: Grein                                        | Festiwal muzyki dawnej organizowany od 1995. |
| Dorset Opera Festival                                  | The Coade Hall                                                                               | Wielka Brytania: Bryanston k. Blandford Forum, Dorset | Festiwal letni organizowany od 1974. |
| Drottningholm                                          | Drottningholm Palace Theatre                                                                 | Szwecja: Sztokholm                                    | Festiwal letni muzyki dawnej. |
| Edinburgh International Festival                       | Church Hill Theatre; Edinburgh Playhouse; Festival Theatre                                   | Wielka Brytania: Edynburg                             | Festiwal organizowany od 1947. |
| Eutiner Festspiele                                     | Freilichtbühne am Eutiner Schloss                                                            | Niemcy: Eutin                                         | Festiwal letni organizowany od 1951. |
| Festspiel Baden-Baden                                  | Festspielhaus Baden-Baden                                                                    | Niemcy: Baden-Baden                                   | Festiwal organizowany od 1998. |
| Festival d'Ambronay                                    | L'abbaye Notre-Dame d'Ambronay                                                               | Francja: Ambronay                                     | Festiwal muzyki barokowej organizowany od 2005. |
| Festival de Ópera do Theatro da Paz                    | Theatro da Paz                                                                               | Brazylia: Belém                                       | Festiwal letni organizowany od 2002. |
| Festival Radio France Occitanie Montpellier            | Le Corum                                                                                     | Francja: Montpellier                                  | Festiwal letni organizowany od 1985. |
| Festival dei Due Mondi                                 | Teatro Caio Melisso                                                                          | Włochy: Spoleto                                       | Festiwal letni organizowany od 1958. |
| Festival della Valle d'Itria                           | Palazzo Ducale                                                                               | Włochy: Martina Franca                                | Festiwal letni organizowany od 1975. |
| Festival d'Aix-en-Provence                             | Théâtre de l'Archevêché; Grand Théâtre de Provence; Théâtre du Jeu de Paume                  | Francja: Aix-en-Provence                              | Festiwal letni organizowany od 1948. |
| Festival international d'opéra baroque de Beaune       | Hospices de Beaune                                                                           | Francja: Beaune                                       | Festiwal muzyki barokowej organizowany od 1982. |
| Festival Puccini                                       | Gran Teatro, w Parco della Musica                                                            | Włochy: Torre del Lago Puccini                        | Festiwal letni, oper Giacomo Pucciniego, organizowany od 1930.                                                                                               |
| Festival Verdi                                         | Teatro Regio di Parma; Teatro Giuseppe Verdi                                                 | Włochy: Parma                                         | Festiwal oper Giuseppe Verdiego organizowany od 1989. |
| Festspiele im Schlossgarten                            | Landestheater Neustrelitz                                                                    | Niemcy: Neustrelitz                                   | Festiwal letni operetek i oper organizowany od 2001. |
| Festspiele Zürich                                      | Opernhaus Zürich; Schauspielhaus Zürich                                                      | Szwajcaria: Zurych                                    | Festiwal letni organizowany od 1996. |
| Fort Worth Opera                                       | Bass Performance Hall                                                                        | Stany Zjednoczone: Fort Worth                         | Festiwal organizowany od 1946. |
| Garsington Opera                                       | Wormsley Park                                                                                | Wielka Brytania: Stokenchurch, Buckinghamshire        | Festiwal letni organizowany od 1989. |
| George Enescu Festival                                 | Romanian Athenaeum                                                                           | Rumunia: Bukareszt                                    | Festiwal muzyki poważnej organizowany od 1958. |
| Glimmerglass Festival                                  | Alice Busch Opera Theater                                                                    | Stany Zjednoczone: Cooperstown (Nowy Jork)            | Festiwal letni organizowany od 1975. |
| Glyndebourne Festival Opera                            | Glyndebourne Opera House                                                                     | Wielka Brytania: Glyndebourne                         | Festiwal letni organizowany od 1934. |
| Grange Park Opera                                      | West Horsley Place                                                                           | Wielka Brytania: West Horsley, Surrey                 | Festiwal letni organizowany od 1998. |
| Iford Arts Festival                                    | Iford Manor                                                                                  | Wielka Brytania: Bradford-on-Avon, Wiltshire          | Festiwal letni opery i jazzu organizowany od 1980. |
| Innsbrucker Festwochen der Alten Musik                 | Schloss Ambras; Pałac Hofburg w Innsbrucku; Tiroler Landestheater Innsbruck; Innsbrucker Dom | Austria: Innsbruck                                    | Festiwal oper i muzyki barokowej, renesansu i klasycystycznej organizowany od 1976.                                                                          |
| InterHarmony International Music Festival              | Chiesa Santo Spirito i Rathaus                                                               | Niemcy: Sulzbach-Rosenberg (Bawaria)                  | Festiwal letni organizowany od 1997; wystawia opery w różnych lokalizacjach.                                                                                 |
| InterHarmony International Music Festival              | Chiesa Santo Spirito i Rathaus                                                               | Włochy: Acqui Terme (Piemont)                         | Festiwal letni organizowany od 1997; wystawia opery w różnych lokalizacjach.                                                                                 |
| International PuntaClassic Festival                    | Punta del Este                                                                               | Urugwaj: Punta del Este                               | Coroczny festiwal w styczniu, oper włoskich, organizowany od 2011.                                                                                           |
| Kammeroper Schloss Rheinsberg                          | Schlosstheater                                                                               | Niemcy: Rheinsberg                                    | Festiwal operowy dla młodych śpiewaków organizowany od 1990.                                                                                                 |
| Läckö Castle Opera                                     | Läckö Castle                                                                                 | Szwecja: Lidköping                                    | Festiwal letni organizowany od 1997. |
| Lismore Opera Festival                                 |                                                                                              |                                                       | |
| Lucerne Festival                                       | Lucerne Culture i Congress Centre                                                            | Szwajcaria: Lucerna                                   | Festiwal organizowany od 1938. |
| Longborough Festival Opera                             | Banks Fee House                                                                              | Wielka Brytania: Longborough                          | Festiwal letni organizowany od 1991, specjalizuje się w wystawianiu dzieł Richarda Wagnera.                                                                  |
| Maggio Musicale Fiorentino                             | Teatro Communale i Teatro della Pergola                                                      | Włochy: Florencja                                     | Festiwal organizowany od 1933. |
| Miskolc Opera Festival                                 | Miskolci Nemzeti Színház                                                                     | Węgry: Miskolc                                        | Festiwal oper Bartóka i innych kompozytorów organizowany od 2001.                                                                                            |
| Münchener Biennale                                     | Gasteig                                                                                      | Niemcy: Monachium                                     | Festiwal oper współczesnych, w szczególności opery młodych kompozytorów, organizowany od 1988; pełna nazwa: Internationales Festival für neues Musiktheater. |
| Münchner Opernfestspiele                               | Nationaltheater (München) i Prinzregententheater                                             | Niemcy: Monachium                                     | Festiwal letni organizowany od 1875. |
| Nevill Holt Opera                                      | Nevill Holt Hall                                                                             | Wielka Brytania: Nevill Holt                          | Festiwal letni organizowany od 2013. |
| Opera Barga Festival                                   | Teatro dei Differenti                                                                        | Włochy: Barga                                         | Festiwal organizowany od 1967. |
| Opéra de Baugé                                         | Les Capucins                                                                                 | Francja: Baugé                                        | Festiwal letni organizowany od 2003. |
| Opera Holland Park                                     | Holland Park Theatre                                                                         | Wielka Brytania: Londyn                               | Festiwal letni organizowany od 1988. |
| Opera Memphis                                          | Clark Opera Memphis Center                                                                   | Stany Zjednoczone: Memphis, Tennessee                 | Festiwal organizowany od 1956. |
| Opera Saratoga                                         | Spa Little Theater                                                                           | Stany Zjednoczone: Saratoga Springs, New York         | Festiwal letni organizowany od 1962, do 2011 pod nazwą Lake George Opera.                                                                                    |
| Opera Theatre of Lucca                                 | Teatro del Giglio oraz klasztory, kościoły i place Lukki                                     | Włochy: Lucca                                         | Festiwal letni organizowany od 1996. |
| Opera Theatre of Saint Louis                           | Loretto-Hilton Theater                                                                       | Stany Zjednoczone: St. Louis, Missouri                | Festiwal organizowany od 1976. |
| OperaFest                                              | Grand OperaFest Tulchyn                                                                      | Ukraina: Tulczyn                                      | Festiwal organizowany od 2017, od 2022 organizacja festiwalu zawieszona.                                                                                     |
| Operosa                                                | Festiwal odbywa się w różnych lokalizacjach Bułgarii, Czarnogóry i Serbii                    | Czarnogóra: Herceg Novi                               | Festiwal organizowany od 2007. |
| Opera St. Moritz                                       | Hotele wokół Sankt Moritz                                                                    | Szwajcaria: Sankt Moritz                              | Festiwal letni organizowany od 2009. |
| OPERNFEST                                              | Ehemaliges Stummfilmkino Delphi                                                              | Niemcy: Berlin                                        | Letni festiwal operowy dla młodych śpiewaków organizowany od 2016.                                                                                           |
| Pafos Aphrodite Festival Cyprus                        | Paphos Castle                                                                                | Cypr: Pafos                                           | Festiwal letni organizowany od 1999. |
| Phoenicia International Festival of the Voice          |                                                                                              | Stany Zjednoczone: Phoenicia, New York                | Spektakle letnie. Stowarzyszenie Kulturalne Piccolo Festival del Friuli Venezia Giulia zostało założone w grudniu 2007 2010.                                 |
| Piccolo Opera Festival                                 | Spessa Castle and various locations                                                          | Włochy: Friuli-Venezia Giulia                         | Stowarzyszenie Piccolo Festival del Friuli Venezia Giulia zostało założone w 2007.                                                                           |
| Piccolo Opera Festival                                 | Spessa Castle and various locations                                                          | Słowenia: Goriška Brda                                | Stowarzyszenie Piccolo Festival del Friuli Venezia Giulia zostało założone w 2007.                                                                           |
| PromFest                                               | Endla Theatre                                                                                | Estonia: Pärnu                                        | Festiwal organizowany od 1996. |
| Ravenna Festival                                       | Teatro Communale Alighieri                                                                   | Włochy: Ravenna                                       | Festiwal letni organizowany od 1990. |
| Ravinia Festival                                       | Ravinia Park                                                                                 | Stany Zjednoczone: Highland Park, Illinois            | Festiwal letni organizowany od 1904. |
| Rossini in Wildbad                                     | Kurtheater                                                                                   | Niemcy: Bad Wildbad                                   | Festiwal oper Rossiniego organizowany od 1989. |
| Rossini Opera Festival                                 | Teatro Rossini i Vitrifrigo Arena                                                            | Włochy: Pesaro                                        | Festiwal oper Rossiniego organizowany od 1980. |
| Salzburg Easter Festival {Osterfestspiele Salzburg)    | Großes Festspielhaus                                                                         | Austria: Salzburg                                     | Coroczny festiwal odbywający się w tygodniu poprzedzającym Wielkanoc, począwszy od 1967.                                                                     |
| Salzburg Summer Festival                               | Großes Festspielhaus; Felsenreitschule                                                       | Austria: Salzburg                                     | Festiwal letni organizowany od 1877. |
| Salzburg Whitsun Festival (Pfingstfestspiele Salzburg) | Großes Festspielhaus                                                                         | Austria: Salzburg                                     | Coroczny festiwal odbywający się w weekend przed świętem Zielonych Świątek od 1973.                                                                          |
| St. Galler Festspiele                                  | Opactwo Sankt Gallen i inne lokalizacje                                                      | Szwajcaria: St. Gallen                                | Festiwal letni organizowany od 2006. |
| Mozart Week                                            | Salzburg                                                                                     | Austria: Salzburg                                     | Coroczny festiwal odbywający się w okresie zbliżonym do dnia urodzin Mozarta, 27 stycznia, organizowany począwszy od 1956.                                   |
| Santa Fe Opera                                         | The Crosby Theatre                                                                           | Stany Zjednoczone: Santa Fe, New Mexico               | Festiwal letni organizowany od 1956. |
| Savonlinna Opera Festival                              | Olavinlinna Castle                                                                           | Finlandia: Savonlinna                                 | Festiwal organizowany od 1912. W latach 1917 do 1967 organizację festiwalu zawieszono.                                                                       |
| Schwetzingen Festival                                  | Schlosstheater Schwetzingen                                                                  | Niemcy: Schwetzingen                                  | Festiwal organizowany od 1952. |
| Sferisterio Opera Festival                             | Sferisterio di Macerata                                                                      | Włochy: Macerata                                      | Festiwal organizowany od 2020. |
| Spoleto Festival USA                                   | Gaillard Center; Sottile Theatre; Festival Hall                                              | Stany Zjednoczone: Charleston (Karolina Południowa)   | Festiwal organizowany od 1977. |
| Stars of the White Nights                              | Teatr Maryjski                                                                               | Rosja: St Petersburg                                  | Festiwal letni organizowany od 1992, w miesiącach zbliżonych do daty przesilenia letniego, tj. od kwietnia do sierpnia.                                      |
| Strasbourg Music Festival                              | Katedra Najświętszej Marii Panny w Strasburgu i inne lokalizacje                             | Francja: Strasburg                                    | Festiwal letni organizowany od 1932. |
| Stålboga Summer Opera                                  | Music pavilion at Stålboga manor house                                                       | Szwecja: Södermanland                                 | Festiwal letni organizowany od 2013. |
| Tanglewood Music Festival                              | Tanglewood Music Center                                                                      | Stany Zjednoczone: Lenox, Massachusetts               | Letnia szkoła muzyczna organizowana od 1939. |
| Teatro dell'Opera di Roma                              | Termy Karakalli                                                                              | Włochy: Rzym                                          | Festiwal letni organizowany od 1937. |
| Tiroler Festspiele Erl                                 | Passionsspielhaus                                                                            | Austria: Erl                                          | Festiwal organizowany od 1998. |
| Utah Festival Opera                                    | Ellen Eccles Theatre i Utah Theatre                                                          | Stany Zjednoczone: Logan, Utah                        | Festiwal letni organizowany od 1992. |
| Verbier Festival                                       | Salle Médran                                                                                 | Szwajcaria: Verbier                                   | Festiwal letni i Akademia dla młodych muzyków, organizowane od 1994.                                                                                         |
| Waterperry Opera Festival                              | Waterperry Gardens                                                                           | Wielka Brytania: Oxfordshire                          | Festiwal letni organizowany od 2018. |
| Wexford Festival Opera                                 | Wexford Opera House                                                                          | Irlandia: Wexford                                     | Festiwal letni organizowany od 1950. |
| Wiener Festspiele (Vienna Festival)                    | Mozarthaus Vienna; Palais Eschenbach; Palais Pálffy; i Musikverein Vienna                    | Austria: Wiedeń                                       | Festiwal letni organizowany od 2019. |
| Vicenza Opera Festival                                 | Teatro Olimpico                                                                              | Włochy: Vicenza                                       | Festiwal organizowany od 2018. |
| Wiener Festwochen (Vienna Festival)                    | Theater an der Wien                                                                          | Austria: Wiedeń                                       | Festiwal letni organizowany od 1951. |
| Wolf Trap Opera Company                                | Filene Center i The Barns w Wolf Trap                                                        | Stany Zjednoczone: Vienna, Virginia                   | Festiwal letni organizowany od 1971. |